# Guillaume I. de Braquemont
Guillaume I. de Braquemont (oder Bracquemont) (* um 1350; † um 1420), bekannt als „le Braquet de Braquemont“, war ein normannischer Adeliger im Dienste des französischen Königshause der Valois und der Herzöge von Orleans. Er war Herr von Vibeuf (1403) in der Normandie und ab 1404 Herr von Sedan.

## Leben
Guillaume I. de Braquemont war der Sohn von Renaud II. de Braquemont und der ältere Bruder des Marschalls Robert de Bracquemont.
Mit einer Kompanie von vier Rittern und sechsundfünfzig Knappen diente er 1386 in der Normandie und in der Picardie.
Anfang 1389 trat Guillaume I. de Braquemont in den persönlichen Dienst von Ludwig von Orleans, dem Bruder des seit 1388 selbst regierenden Königs Karl VI. Im Sommer 1389 wurde er als königlicher Kammerherr in den Rechnungen geführt und auf eine diplomatische Reise zu den Grafen von Foix und Armagnac geschickt, die er erfolgreich durchführte. Im März 1403 wurde er zum Statthalter Ludwig von Orleans im neu erworbenen Herzogtum Luxemburg und der Grafschaft Chiny ernannt. Als Heerführer Ludwigs von Orleans wurde er 1407 in der Schlacht von Champigneul gefangen genommen.
Im Jahr 1404 kaufte Guillaume I. de Braquemont nach dem Tod von Jean de Barbençon die Herrschaft Sedan und nannte sich zusätzlich Herr von Sedan.
Nach der Ermordung Ludwig von Orleans 1407 diente er auch dessen Sohn, dem jungen Karl von Orleans.
Seit 1409 gehörte Guillaume I. de Braquemont zudem zu den Beratern des seit längerem regierungsunfähigen Königs Karl VI. Aus dem Rat des Königs und des Dauphins Johann zog er sich 1417 zurück.
Während der Verteidigung von Harfleur im Jahr 1415 gegen den englischen König Heinrich V. wurde er von den Engländern gefangen genommen, kam aber bald wieder auf freien Fuß.

## Familie
Guillaume I. de Braquemont heiratete vor 1370 Marie de Camprémy, die verwitwete Tochter von Eustache de Campremy und Peronne geb. de Demuin, und hatte mit ihr mehrere Kinder:
- Louis (? – 1424);
- Guillaume II. (um 1370 – ?), dieser heiratete 1400 Jeanne d’Harcourt-Bonnétable, aus der Ehe gingen mehrere Kinder hervor;
- Marie (um 1375–1421). Sie heiratete 1410 Eberhard II. von der Marck-Arenberg, dessen Nachkommen ab 1424 die Dynastie der Herren von Sedan de La Marck bildeten;
- Robine (?–?), Ehefrau von Jean de Becquencourt;
- Marguerite (um 1380 – ?), seit 1404 Ehefrau des 1415 bei Azincourt gefallenen Jean V. Tyrel, Seigneur de Poix, Rat und Kämmerer des Königs.